# Disjointed
Disjointed è una serie televisiva statunitense ideata da Chuck Lorre e David Javerbaum per Netflix.
La prima stagione, composta da 20 episodi è stata divisa in due parti; la prima è stata pubblicata il 25 agosto 2017 in tutti i territori in cui il servizio on demand Netflix è disponibile, mentre la seconda è stata pubblicata il 12 gennaio del 2018.
Il 14 febbraio 2018 Netflix cancella la serie, non rinnovandola per una seconda stagione.

## Trama
La serie racconta le vicende di una mamma che, dopo aver lottato tutta la vita per legalizzare la marijuana, gestisce un negozio per venderla con l'aiuto di suo figlio Travis.

## Episodi
| Stagioni       | Episodi | Pubblicazione USA | Pubblicazione Italia |
| -------------- | ------- | ----------------- | -------------------- |
| Prima stagione | 20      | 2017-2018         | 2017-2018            |

## Personaggi e interpreti

### Principali
- Ruth Whitefeather Feldman, interpretata da Kathy Bates, doppiata da Rita Savagnone.
- Travis, interpretato da Aaron Moten, doppiato da Federico Campaiola.[9]
- Olivia, interpretata da Elizabeth Alderfer, doppiata da Benedetta Degli Innocenti.[10]
- Carter, interpretato da Tone Bell, doppiato da Nanni Baldini.[11]
- Jenny, interpretata da Elizabeth Ho, doppiata da Ilaria Latini.[12][13]
- Pete, interpretato da Dougie Baldwin, doppiato da Daniele Raffaeli.[14]
- Dank, interpretato da Chris Redd, doppiato da Simone Crisari.[15]
- Dabbie, interpretata da Betsy Sodaro, doppiata da Ilaria Stagni.

### Ricorrenti
- Maria, interpretata da Nicole Sullivan, doppiata da Claudia Razzi
- Tae Kwon Doug, interpretato da Michael Trucco, doppiato da Massimo De Ambrosis
- Angelo DeSteven, interpretato da Ken Marino, doppiato da Massimiliano Manfredi

## Accoglienza
La serie non è stata accolta negativamente dalla critica come si è detto: ha infatti raggiunto un indice di gradimento google del 92% su un numero indefinito attualmente di utenti. Variety riporta un punteggio di critica del 23% su Rotten Tomatoes e dell'80% di riscontri positivi da parte del pubblico. Attualmente ha un indice di gradimento del 19% con un voto medio di 3,66/10, basato su 37 recensioni, mentre il pubblico continua a sostenere la serie con l'84% e una media del 4,3/10, basato su 800 recensioni. Su Metacritic, invece, ha un punteggio di 43 su 100, basato su 22 recensioni.